# Pseudocatharylla albivena
Pseudocatharylla albivena là một loài bướm đêm trong họ Crambidae.